# ريبيكا هول
ريبيكا هول (بالإنجليزية: Rebecca Hall)‏ هي ممثلة بريطانية أمريكية ( ولدت في 19 أبريل 1982 بلندن ). بدأت مسيرتها الفنية عام 1992. من أبرز الأعمال السينمائية التي شاركت فيها فيلم فيكي كريستينا برشلونة وفيلم التسامي الذي صدر عام 2014 و ظهرت فيه مع أيقونة السينما جوني ديب.

## المسيرة الفنية
ريبيكا هول هي ممثلة بريطانية مرشحة لجائزة الجولدن جلوب عن دورها في فيلم فيكي كريستينا برشلونة 2008 للمخرج الحائز علي الأوسكار وودي آلن و ظهر معها في الفيلم الممثلة الإسبانية بينلوبي كروز المعروفة بالجزء الرابع من السلسلة الشهيرة قراصنة الكاريبي 2011 و فيلم الكارثة 2001 و الممثلة الأمريكية سكارليت جوهانسون المعروفة بأفلام مارفل والإسباني خافير بارديم. ظهرت في أفلام مثل فيلم الهيبة 2006 للمخرج المرشح للأوسكار كريستوفر نولان و فيلم فروست ونيكسون 2008 و فيلم فيكي كريستينا برشلونة 2008 و فيلم دوريان جراي 2009 و فيلم الإيقاظ 2011 و فيلم الدائرة المغلقة 2013 و الجزء الثالث من آيرون مان 2013 و فيلم التسامي 2014 للمخرج الحائز علي الأوسكار والي فيستر و من بطولة جوني ديب، وغيرها من الأفلام.
يعتبر فيلم فيكي كريستينا برشلونة من أهم أفلامها وترشحت عنه لجائزة الجولدن جلوب وأحب الجمهور الأداء الذي قدمته ريبيكا بشدة. لكن الفيلم الأهم في مسيرتها الفنية والذي زاد من شهرتها مؤخراً وقدمت فيه أفضل أداء لها هو فيلم التسامي الذي صدر عام 2014 و هو من إخراج الحائز علي الأوسكار والي فيستر ومن بطولة جوني ديب. أشاد النقاد بأداء ريبيكا في الفيلم واعتبروه أعظم أداء قدمته في مسيرتها الفنية. عبرت ريبيكا هول عن إعجابها الشديد بجوني ديب حيث قالت ( جوني ديب ممثل عظيم ونجم سينمائي عظيم في نفس الوقت ) كما قالت أيضاً ( جوني ديب واحد من الممثلين العظماء الذين أسعي باستمرار للعمل معهم وهذا الفيلم لبي لي أمنيتي، حيث تمكنت من العمل معه والاستمتاع بالتمثيل إلي جانب أسطورة سينمائية بهذا الحجم ) ..

## الأعمال

### أفلام
| السنة | اسم العمل                           | الدور                   | ملاحظات |
| ----- | ----------------------------------- | ----------------------- | --- |
| 2006  | Starter for 10 ‏                     | Rebecca Epstein         | |
| 2006  | العظمة                              | Sarah Borden            | Nominated – جائزة إمباير لأفضل قادم جديد ‏ Nominated – London Film Critics Circle Award for British Newcomer of the Year ‏ |
| 2008  | فيكي كريستينا برشلونة               | Vicky                   | جوائز غوثام Nominated – جائزة غولدن غلوب لأفضل ممثلة - فيلم موسيقي أو كوميدي Nominated – جوائز غوثام Nominated – London Film Critics Circle Award for British Actress of the Year ‏                                                      |
| 2008  | فروست ونيكسون (فيلم)                | Caroline Cushing        | Nominated – جائزة نقابة ممثلي الشاشة عن الأداء المتميز من قبل الممثلين في السينما [الإنجليزية] |
| 2008  | Official Selection                  | Emily Dickinson         | Short film |
| 2009  | Dorian Gray ‏                        | Emily Wotton            | |
| 2010  | أرجوك أعطي                          | Rebecca                 | Robert Altman Award ‏ San Diego Film Critics Society Awards for Body of Work ‏ Nominated – Evening Standard British Film Award for Best Actress ‏ Nominated – جوائز غوثام                                                                  |
| 2010  | البلدة (فيلم 2010)                  | Claire Keesey           | National Board of Review Award for Best Acting by an Ensemble ‏ Nominated – Broadcast Film Critics Association Award for Best Acting Ensemble ‏ Nominated – Washington D.C. Area Film Critics Association Award for Best Acting Ensemble ‏ |
| 2010  | A Bag of Hammers                    | Mel                     | |
| 2010  | Everything Must Go ‏                 | Samantha                | |
| 2011  | The Awakening ‏                      | Florence Cathcart       | Nominated – British Independent Film Award for Best Actress ‏ |
| 2012  | Lay the Favorite                    | Beth Raymer             | |
| 2013  | آيرون مان 3                         | Maya Hansen             | |
| 2013  | Closed Circuit ‏                     | Claudia Simmons-Howe    | |
| 2013  | A Promise ‏                          | Charlotte Hoffmeister   | |
| 2014  | تسامي (فيلم)                        | Evelyn Caster           | |
| 2015  | Tumbledown                          | Hannah                  | |
| 2015  | الهدية (فيلم 2015)                  | Robyn                   | |
| 2016  | العملاق الودود الضخم                | Mary                    | Filming |
| 2017  | البروفيسور مارستون و المرأة العجيبة | إليزابيث هولواي مارستون | |

### تلفزيون
| السنة | اسم العمل                                 | الدور              | ملاحظات |
| ----- | ----------------------------------------- | ------------------ | --- |
| 1992  | The Camomile Lawn                         | Young Sophie       | |
| 1993  | The World of Peter Rabbit and Friends     | Lucie              | |
| 1993  | Don't Leave Me This Way                   | Lizzie Neil        | |
| 2006  | Wide Sargasso Sea ‏                        | Antoinette Cosway  | |
| 2007  | Rubberheart                               | Maggie             | |
| 2007  | Joe's Palace                              | Tina               | |
| 2008  | Einstein and Eddington                    | Winifred Eddington | |
| 2009  | Red Riding: In the Year of Our Lord 1974 ‏ | Paula Garland      | British Academy Television Award for Best Supporting Actress |
| 2012  | Parade's End ‏                             | Sylvia Tietjens    | Nominated – Satellite Award for Best Actress – Miniseries or Television Film Nominated – Critics' Choice Television Award for Best Actress in a Movie/Miniseries |
| 2015  | القواعد السلوكية                          | Rebecca Rotmensen  | |

| السنة | اسم العمل       | الدور   | ملاحظات         |
| ----- | --------------- | ------- | --------------- |
| 2012  | "A Case of You" | Herself | جيمس بليك video |

## روابط خارجية
- ريبيكا هول على موقع IMDb (الإنجليزية)
- ريبيكا هول على موقع روتن توميتوز (الإنجليزية)
- ريبيكا هول على موقع ألو سيني (الفرنسية)
- ريبيكا هول على موقع تيرنر كلاسيك موفيز (الإنجليزية)
- ريبيكا هول على موقع أول موفي (الإنجليزية)
- ريبيكا هول على موقع بوكس أوفيس موجو (الإنجليزية)
- ريبيكا هول على موقع قاعدة بيانات برودواي على الإنترنت (الإنجليزية)
- ريبيكا هول على موقع قاعدة بيانات الأفلام السويدية (السويدية)
- ريبيكا هول على موقع إن إن دي بي (الإنجليزية)
- ريبيكا هول على موقع ديسكوغز (الإنجليزية)